# Ottó Bíró
Ottó Bíró (* 17. August 1988 in Miercurea Ciuc) ist ein ehemaliger rumänischer Eishockeyspieler, der viermal den rumänischen Meistertitel gewonnen hat und mit der rumänischen Nationalmannschaft an sechs Weltmeisterschaftsturnieren unterschiedlicher Divisionen teilgenommen hat. Seine jüngeren Brüder Mátyás und Gergõ sind ebenfalls rumänische Nationalspieler.

## Karriere

### Club
Ottó Bíró, der der ungarischsprachigen Minderheit der Szekler in Rumänien angehört, begann seine Karriere beim damaligen HC Csíkszereda. Für die Mannschaft aus seiner Heimatstadt Miercurea Ciuc spielte er zunächst in der rumänischen Eishockeyliga, 2007/08 zudem in der ungarischen Eishockeyliga und 2008/09 in der neugegründeten MOL Liga, die das Team gewinnen konnte. Nachdem der HC Csíkszereda trotz des Meistertitels nach dieser Spielzeit aus finanziellen Gründen aufgelöst worden war, zog es Biró zum traditionsreichen Nachbarn HSC Csíkszereda. Mit dem traditionellen Club der Szekler in Miercurea Ciuc gewann er 2011 die MOL-Liga sowie 2012 und 2013 den rumänischen Meistertitel. 2010, 2011 und 2014 gewann er mit dem HSC den rumänischen Pokalwettbewerb. 2015 verließ er seine Geburtsstadt und schloss sich dem ASC Corona 2010 Brașov an, für den er ebenfalls in der MOL Liga und der rumänischen Liga auf dem Eis stand und mit dem er 2017 und 2019 ebenfalls rumänischer Meister wurde. Nachdem er 2020/21 beim CSM Dunărea Galați in der rumänischen Eishockeyliga gespielt hatte, wechselte er zum neugegründeten Ligakonkurrenten Háromszéki Ágyúsok, bei dem er 2024 seine Karriere beendete.

### International
Bíró spielt international im Gegensatz zu anderen Szeklern, die für Ungarn antreten, für sein Geburtsland Rumänien. Bereits im Juniorenbereich war er bei Weltmeisterschaften aktiv: Bei der Division III der U-18-Weltmeisterschaft 2006 war er mit acht Toren und zehn Vorlagen am Aufstieg der Rumänen in die Division II beteiligt. Daraufhin wurde er im selben Jahr auch bei der Division II der U-20-Weltmeisterschaft eingesetzt, in der er auch 2007 und 2008 auf dem Eis stand.
Sein Debüt in der Herren-Nationalmannschaft gab Bíró bei der Olympiaqualifikation für die Spiele in Vancouver 2010. 2011 nahm er in der Division II erstmals an der Weltmeisterschaft teil und stieg mit der rumänischen Auswahl in die Division I auf. Anschließend spielte er 2012, 2014, 2016 und 2018 in der Division I, wobei die Rumänen 2012, 2014 und 2016 den Abstieg in die Division II hinnehmen mussten. Bei der Weltmeisterschaft 2017 spielte er in der Division II und stieg mit seiner Mannschaft in die Division I auf. Zudem vertrat er seine Farben bei den Qualifikationsturnieren für die Olympischen Winterspiele in Sotschi 2014 und in Peking 2022.

## Erfolge und Auszeichnungen
- 2009 Sieger der MOL Liga mit dem HC Csíkszereda
- 2010 Rumänischer Pokalsieger mit dem HSC Csíkszereda
- 2011 Sieger der MOL Liga mit dem HSC Csíkszereda
- 2011 Rumänischer Pokalsieger mit dem HSC Csíkszereda
- 2012 Rumänischer Meister mit dem HSC Csíkszereda
- 2013 Rumänischer Meister mit dem HSC Csíkszereda
- 2014 Rumänischer Pokalsieger mit dem HSC Csíkszereda
- 2017 Rumänischer Meister mit dem ASC Corona 2010 Brașov
- 2019 Rumänischer Meister mit dem ASC Corona 2010 Brașov

### International
- 2006 Aufstieg in die Division II bei der U-18-Weltmeisterschaft, Division III
- 2011 Aufstieg in die Division I bei der Weltmeisterschaft der Division II
- 2017 Aufstieg in die Division I, Gruppe B, bei der Weltmeisterschaft der Division II, Gruppe A

## MOL-Liga-Statistik
(Stand: Ende der Saison 2019/20)